# Martin Bartek
Martin Bartek (* 17. července 1980, Zvolen, Československo) je slovenský lední hokejista, působící v českém extraligovém klubu HC Energie Karlovy Vary.

## Kluby podle sezon
- 1995-1996 HKm Zvolen
- 1996-1997 Kings Edgehill
- 1997-1998 HKm Zvolen, Rouyn Noranda Huskies, Rimouski Oceanic, Sherbrooke Faucons
- 1998-1999 HKm Zvolen
- 1999-2000 Moncton Wildcats
- 2000-2001 New Orleans Brass, Milwaukee Admirals
- 2001-2002 Milwaukee Admirals, Cincinnati Cyclones
- 2002-2003 HC Hamé Zlín, Pensacola Ice Pilots, Richmond Renegades, Louisiana Ice Gators
- 2003-2004 HKm Zvolen
- 2004-2005 Lukko Rauma, HC Slovan Bratislava
- 2005-2006 Metallurg Novokuzněck, HKm Zvolen
- 2006-2007 EV Duisburg Die Füchse, Leksands IF
- 2007-2008 Moskitos Essen
- 2008-2009 Kassel Huskies
- 2009-2010 Kölner Haie
- 2010-2011 HC ČSOB Pojišťovna Pardubice
- 2011-2012 HC ČSOB Pojišťovna Pardubice
- 2012-2013 HC ČSOB Pojišťovna Pardubice
- 2013-2014 Bílí Tygři Liberec
- 2014-2015 Bílí Tygři Liberec, HC Energie Karlovy Vary
- 2015-2016 HC Energie Karlovy Vary

## Reprezentace
Statistiky reprezentace na Mistrovstvích světa a Olympijských hrách:
| Turnaj            | Místo konání     | Z | G | A | B | Umístění | Soupisky         |
| ----------------- | ---------------- | - | - | - | - | -------- | ---------------- |
| MS 2013           | Švédsko a Finsko | 8 | 1 | 0 | 1 | 8. místo | Soupiska MS 2013 |
| Celkem na MS (1x) |                  | 8 | 1 | 0 | 1 |          |                  |